# Comisura posterior
La comisura posterior (también conocida como comisura epitalámica) es una banda redondeada de fibras blancas que cruzan la línea media en la cara dorsal del extremo rostral del acueducto cerebral. Es importante en el reflejo fotomotor bilateral (directo y consensual). Cabe decir que la comisura posterior constituye parte del epitálamo, ubicándose por debajo de la glándula pineal y por sobre la lámina cuadrigémima (tectum) del mesencéfalo.
Sus fibras adquieren tempranamente sus vainas medulares, pero sus conexiones no se han determinado definitivamente. La mayoría de estas fibras tienen su origen en un núcleo, el núcleo de la comisura posterior (núcleo de Darkschewitsch), que se encuentra en la sustancia gris periacueductal en el extremo rostral del acueducto cerebral, delante del núcleo oculomotor. Se cree que algunas de dichas fibras derivan de la parte posterior del tálamo y del colículo superior del mesencéfalo, mientras que también se cree que otras continúan hacia abajo (caudal) en el fascículo longitudinal medial.
Para el reflejo fotomotor o miosis, el núcleo pretectal olivar inerva a los núcleos de Edinger-Westphal (núcleo oculomotor accesorio) de forma bilateral. Para llegar al núcleo de Edinger-Westphal contralateral, los axones se cruzan (decusan) en la comisura posterior.
También se ha descrito que existen otras fibras provenientes de los núcleos de los colículos superiores del mesencéfalo relacionadas directamente con la comisura posterior.Tales fibras están asociadas funcionalmente con la mirada conjugada vertical.